# Jaime Mota de Farias
Jaime Mota de Farias (ur. 12 listopada 1925 w São Bento do Una, zm. 13 kwietnia 2021) – brazylijski duchowny rzymskokatolicki, w latach 1986–2002 biskup Alagoinhas.

## Życiorys
Święcenia kapłańskie przyjął 25 sierpnia 1957. 14 lipca 1972 został prekonizowany biskupem pomocniczym Nazaré ze stolicą tytularną Ausuccura. Sakrę biskupią otrzymał 11 września 1982. 7 listopada 1986 został mianowany biskupem Alagoinhas. 24 kwietnia 2002 przeszedł na emeryturę.